# Dario Vujičević
Dario Vujičević (Sarajevo, 1 april 1990) is een Kroatisch-Duits voetballer die als middenvelder speelt. 

## Clubcarrière

### Jeugdjaren

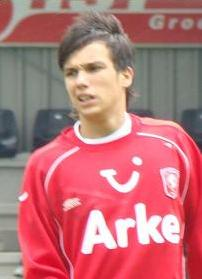
Vujičević in 2008.

Vujičević werd in de winterstop van seizoen 2006/07 door FC Twente overgenomen uit de jeugd van FC Schalke 04. Voordat hij bij Schalke kwam speelde hij voor Emsdetten. In het seizoen 2007/08 kwam hij uit voor de A1 van de Voetbalacademie FC Twente/Heracles Almelo. Op 11 augustus 2007 won hij won hij de Super Cup met de A-junioren. In de met 6-0 gewonnen wedstrijd tegen bekerwinnaar De Graafschap speelde hij echter niet. Aan het eind van het seizoen nam hij met de A1 deel aan de Otten Cup, die door Twente/Heracles werd gewonnen.
Aan het begin van seizoen 2008/09 werd hij, samen met nog wat andere jeugdspelers, aan de eerste selectie toegevoegd om de voorbereiding mee te maken. Onder trainer Steve McClaren kwam hij enkele oefenduels in actie. Ook tekende hij dat jaar een profcontract bij Twente. Hij tekende voor twee seizoenen met een optie voor nog een derde. Toen Tjaronn Chery in de winterstop verhuurd werd aan SC Cambuur-Leeuwarden maakte Cees Lok hem aanvoerder van Jong FC Twente.

### FC Twente
Op 25 april 2009 debuteerde Vujičević in het eerste van FC Twente. In en tegen Heerenveen viel hij vijf minuten voor tijd in bij een 1-0 stand. Het zou uiteindelijk 1-1 worden door een vrije trap van Theo Janssen. In het begin van seizoen 2009/10 kreeg hij al meer speeltijd, hetgeen op 10 september 2009 resulteerde in een nieuwe verbintenis. Hij tekende tot medio 2012 met een optie voor een extra jaar. In totaal speelde hij dat jaar 25 duels voor de club een scoorde daarin eenmaal (bekerduel tegen SC Joure).

### VVV-Venlo (huur)
Per 4 januari 2011 maakte Vujičević op huurbasis de overstap naar VVV-Venlo. FC Twente verhuurde hem voor een half jaar. In totaal speelde Vujičević vijftien competitieduels voor de club en tevens nog drie duels in de play-offs. Hij scoorde eenmaal voor de Venlonaren.

### Terug bij FC Twente
In de zomer van 2011 sloot Vujičević weer aan bij FC Twente. De nieuwe trainer Co Adriaanse bleek erg gecharmeerd van hem, maar door een blessure miste hij bijna de gehele voorbereiding. Eenmaal weer fit deed de oefenmeester geen beroep op hem en moest hij voornamelijk met Jong FC Twente mee doen. Eind oktober werd hij door Adriaanse om discipinaire redenen uit de selectie gezet. Hij moest vanaf dan zijn trainingen solo afwerken, want ook bij het beloftenelftal was hij niet welkom. Ook toen Twente in januari met Steve McClaren een nieuwe trainer kreeg veranderde de situatie van Vujičević niet. Nog diezelfde maand kocht FC Twente het contract dat nog een half jaar door liep af.

### Heracles Almelo
Van juli 2012 tot maart 2017 was hij in dienst bij Heracles Almelo, waar hij door blessures weinig speelde.

## Nationale elftal
Vujičević maakte op 17 november 2010 zijn debuut voor Jong Kroatië. In de oefenwedstrijd tegen Jong Slovenië werd met 2-1 gewonnen.

## Erelijst
- Super Cup A-junioren: 2007 (FC Twente/Heracles)
- Otten Cup: 2008 (FC Twente/Heracles)
- Landskampioen Nederland: 2010 (FC Twente)
- Johan Cruijff Schaal: 2010, 2011 (FC Twente)

## Statistieken
| Seizoen         | Club             | Competitie      | Competitie | Competitie | Beker | Beker | Internationaal | Internationaal | Overig | Overig | Totaal | Totaal |
| Seizoen         | Club             | Competitie      | Wed.       | Dlp.       | Wed.  | Dlp.  | Wed.           | Dlp.           | Wed.   | Dlp.   | Wed.   | Dlp.   |
| --------------- | ---------------- | --------------- | ---------- | ---------- | ----- | ----- | -------------- | -------------- | ------ | ------ | ------ | ------ |
| 2008/09         | FC Twente        | Eredivisie      | 1          | 0          | 0     | 0     | 0              | 0              | —      | —      | 1      | 0      |
| 2009/10         | FC Twente        | Eredivisie      | 16         | 0          | 3     | 1     | 6              | 0              | —      | —      | 25     | 1      |
| 2010/11         | FC Twente        | Eredivisie      | 6          | 0          | 2     | 0     | 2              | 0              | 0      | 0      | 10     | 0      |
| 2010/11         | → VVV-Venlo      | Eredivisie      | 15         | 1          | —     | —     | —              | —              | 3      | 0      | 18     | 1      |
| 2011/12         | FC Twente        | Eredivisie      | 0          | 0          | 0     | 0     | 0              | 0              | 0      | 0      | 0      | 0      |
| 2012/13         | Heracles Almelo  | Eredivisie      | 8          | 1          | 1     | 0     | —              | —              | —      | —      | 9      | 1      |
| 2013/14         | Heracles Almelo  | Eredivisie      | 2          | 0          | 0     | 0     | —              | —              | —      | —      | 2      | 0      |
| 2014/15         | Heracles Almelo  | Eredivisie      | 14         | 0          | 0     | 0     | —              | —              | —      | —      | 14     | 0      |
| 2015/16         | Heracles Almelo  | Eredivisie      | 5          | 0          | 1     | 0     | —              | —              | —      | —      | 6      | 0      |
| 2016/17         | Heracles Almelo  | Eredivisie      | 2          | 0          | 1     | 0     | 0              | 0              | —      | —      | 3      | 0      |
| 2018/19         | Eintracht Rheine | OL Westfalen    | 5          | 0          | 0     | 0     | —              | —              | —      | —      | 5      | 0      |
| Carrière totaal | Carrière totaal  | Carrière totaal | 74         | 2          | 8     | 1     | 8              | 0              | 3      | 0      | 93     | 3      |

## Persoonlijk
Vujičević heeft ervoor gekozen om interlands te spelen voor Kroatië. Hij kon daarvoor kiezen vanwege de afkomst van zijn vader. Zelf is hij op Bosnisch grondgebied in Joegoslavië geboren, terwijl zijn moeder de Servische nationaliteit bezit. Toen Vujičević twee jaar oud was vluchtten zijn ouders met hem naar Gronau in Duitsland vanwege de oorlog in Joegoslavië. Hij heeft ook een Duits paspoort.